# Jurisch
Jurisch is een historisch Duits merk van motorfietsen.
De bedrijfsnaam was: Karl Jurisch, Jurisch Motor, Leipzig.
Jurisch was een bekende constructeur en coureur, die in 1926 racemotorfiets met een 248cc-dubbelzuiger-tweecilinder tweetakt met waterkoeling en compressor bouwde. Deze motorfiets was te vooruitstrevend voor de materialen uit die tijd. Vooral de compressor ging vaak stuk, maar ook de rest van de motor was niet opgewassen tegen de - voor die tijd - hoge toerentallen tot 10.000 tpm. Tot 1930 probeerde Karl Jurisch de problemen op te lossen, maar toen verdween de Jurisch-racemotor.
Jurisch zelf speelde tientallen jaren een grote rol in de Duitse motorfietsindustrie.